# Schandel
Schandel är en ort i Luxemburg.   Den ligger i distriktet Diekirch, i den centrala delen av landet, 23 kilometer nordväst om huvudstaden Luxemburg. Schandel ligger 325 meter över havet och antalet invånare är 194.
Terrängen runt Schandel är platt åt sydost, men åt nordväst är den kuperad.  Närmaste större samhälle är Ettelbruck, 11,1 kilometer nordost om Schandel. 
I omgivningarna runt Schandel växer i huvudsak blandskog. Runt Schandel är det ganska tätbefolkat, med 116 invånare per kvadratkilometer.